# Distrito de Lamay
El distrito de Lamay es uno de los ocho distritos de la provincia de Calca, ubicada en el departamento de Cusco, bajo la administración el Gobierno regional del Cusco, en el Perú.
La provincia de Calca desde el punto de vista de la jerarquía eclesiástica está comprendida en la Arquidiócesis del Cusco.

## Historia
Lamay sirvió como centro agrícola y residencial durante la época incaica. En el periodo colonial, el entorno sufrió cambios significativos con la introducción del cristianismo, la construcción de iglesias y la llegada de las corrientes arquitectónicas españolas. 
Manteniendo aún su importancia como centro agrícola en el Valle Sagrado, la economía del lugar se ha visto afectada con la entrada del turismo, al igual que el resto de la región.
Oficialmente, el distrito de Lamay fue creado el 3 de enero de 1952 mediante Ley dada en el gobierno del presidente, Manuel A. Odría.

## Geografía
La capital es el poblado de Lamay, situado a 2 934 m s. n. m.

## Autoridades

### Municipales
- 2023-2026[3]
  - Alcalde:Sr. Glicerio Delgado Loaiza, del Partido Somos Perú.
  - Regidores: Antonia Tillca Pillco, Benedicto Quispe Apucusi, Maria Violeta Aguilar Silva, Juan Carlos Huarancca Huallpa, Apolinaria Pezo Diaz.

### Religiosas
Festividad de Santa de Rosa de Lamay.
Festividad de Patrón Santiago.
- Párroco de la Parroquia "Santiago Apóstol" - R.P. Julio Velasco Paz.

### Policiales
- Comisario:

## Festividades
- Santiago.
- Santa Rosa de Lima.